# Skaldowie (album)
A Skaldowie a lengyel Skaldowie együttes 1967-ben megjelent első nagylemeze, melyet a Pronit adott ki. Katalógusszáma: XL 0393 (mono).

## Az album dalai

### A oldal
1. Jutro odnajdę ciebie 2:52
2. Weź mnie ze sobą 2:34
3. Nocne tramwaje 3:09
4. Uciekaj, uciekaj 3:03
5. Kochajcie Bacha dziewczęta 3:22
6. Wieczorna opowieść 2:49
7. Jarmark 1:51

### B oldal
1. Pamiętasz niebo nad Hiszpanią 4:41
2. Zabrońcie kwitnąć kwiatom 3:39
3. Pamiętasz jak mi powiedziałaś 3:19
4. Między nami morze 3:13
5. Byle nie o miłości 2:30
6. Moja czarownica 2:47